# Grinjarova reakcija
Шаблон:Reactionbox NamedAfterШаблон:Reactionbox Type
Grinjarova reakcija je organometalna hemijska reakcija u kojoj se alkil, vinil, ili aril-magnezijum halidi (Grinjarovi reagensi) dodaju na karbonilnu grupu u aldehida ili ketona. Ova reakcija je važan pristup za formiranje ugljenik–ugljenik veza. Reakcija organskih halida sa magnezijumom nije Grinjarova reakcija, ali proizvodi Grinjarov reagens.
Grinjarovu reakciji i reagense je otkrio francuski hemičar Viktor Grinjar (Univerzitet u Nanciju, Francuska), koji je zaj rad nagrađen Nobelovom nagradom za hemiju 1912. godine. Grinjarovi reagensi su slični organolitijumskim reagensima zato što su oba jaki nukleofili koji mogu da formiraju nove ugljenik–ugljenik veze.

## Reakcioni mehanizam
Grinjarov reagens funkcioniše kao nukleofil, on napada elektrofilni atom ugljenika koji je prisutan unutar polarne veze karbonilne grupe. Dodavanje Grinjarovog reagensa na karbonil se tipično odvija putem prelaznog stanja sa šestočlanim prstenom.
Međutim, u slučajevima zaklonjenog Grinjarovog reagensa, reakcija može da se odvija putem prenosa elektrona. Slični pristupi su pretpostavljaju za druge reakcije Grinjarovog reagensa, e.g., formiranje veza ugljenik–fosfora, ugljenik–kalaja, ugljenik–silicijuma, ugljenik–bora i drugih ugljenik–heteroatoma.

## Galerija
- Opiljci magnezijuma su stavljeni u flask.
- Tetrahidrofuran i mala količina joda su dodati.
- Rastvor alkil bromida je dodat u zagrevanje.
- Nakon završetka dodavanja, smeša se zagreva neko vreme.
- Formiranje Grinjarovog reagensa je završeno. Mala količina magnezijuma još uvek zaostaje u flasku.
- Grinjarov reagens se hladi do 0°C pre dodavanja karbonilnog jedinjenja. Rastvor postaje zamagljen usled precipitacije Grinjarovog reagensa.
- Rastvor karbonilnog jedinjenja se dodaje u Grinjarov reagens.
- Rastvor se zagreva do sobne temperature. U toj tački reakcija je završena.

## Literatura
- Huryn, D. M. (1991). „Carbanions of Alkali and Alkaline Earth Cations: (ii) Selectivity of Carbonyl Addition Reactions”.  Ур.: Trost, B. M.; Fleming, I. Comprehensive Organic Synthesis, Volume 1: Additions to C—X π-Bonds, Part 1. Elsevier Science. стр. 49—75. ISBN 978-0-08-052349-1. doi:10.1016/B978-0-08-052349-1.00002-0.
- ed. by Gary S. Silverman .... (1996).  Rakita, Philip E.; Silverman, Gary, ур. Handbook of Grignard reagents. New York, N.Y: Marcel Dekker. ISBN 978-0-8247-9545-0.
- Mary McHale, "Grignard Reaction," Connexions, http://cnx.org/content/m15245/1.2/. 2007.
- Grignard knowledge: Alkyl coupling chemistry with inexpensive transition metals by Larry J. Westrum, Fine Chemistry November/December 2002, pp. 10–13